# Stara Wieś (Przyrąb)
Stara Wieś – część wsi Przyrąb w Polsce, położona w województwie świętokrzyskim, w powiecie jędrzejowskim, w gminie Wodzisław.
W latach 1975–1998 Stara Wieś administracyjnie należała do województwa kieleckiego.